# Monotosporella tuberculata
Monotosporella tuberculata är en svampart som beskrevs av J. Gönczöl 1976. Monotosporella tuberculata ingår i släktet Monotosporella, divisionen sporsäcksvampar och riket svampar.   Inga underarter finns listade i Catalogue of Life.